# NGC 3148
NGC 3148 (również GM UMa lub SAO 27566) – gwiazda znajdująca się w gwiazdozbiorze Wielkiej Niedźwiedzicy. John Herschel obserwował ją 17 lutego 1831 roku i, podejrzewając ją o posiadanie mgławicy, umieścił w swoim katalogu obiektów mgławicowych. Baza SIMBAD jako NGC 3148 błędnie identyfikuje widoczną w pobliżu galaktykę LEDA 29779 (PGC 29779).
NGC 3148 znajduje się w odległości ok. 323 lat świetlnych od Słońca. Jej obserwowana wielkość gwiazdowa wynosi 6,63m. Jest gwiazdą spektroskopowo podwójną, a jednocześnie półrozdzieloną gwiazdą zmienną zaćmieniową typu beta Lyrae.